# Shellac
Treść tego artykułu może nie być zgodna z zasadami neutralnego punktu widzenia.
Dokładniejsze informacje o tym, co należy poprawić, być może znajdują się w dyskusji tego artykułu.
 Po wyeliminowaniu niedoskonałości należy usunąć szablon {{Dopracować}} z tego artykułu.
Shellac – zespół rockowy (trio) założony w 1992 w Evanston w stanie Illinois. Ich muzyka bazuje na twardym brzmieniu basu, gitary i perkusji oraz synchronizacji linii tych instrumentów. Ze względu na kreatywność i oryginalność ich muzyka przypisywana jest do wielu nurtów, od post punk i indie przez noise rock i math rock aż do hardcore. Utwory często zawierają niestandardowo długie jednostajne partie basu/gitary/perkusji. Rekordem jest utwór Didn't We Deserve a Look at You the Way You Really Are - trwa ponad 12 minut, a zbudowany jest wokół 4-dźwiękowej frazy basu i czterech uderzeń tom-tomu i hi-hatu. Teksty są pełne cynizmu, wrogości, jednocześnie poczucia humoru (np. Prayer to God będący modlitwą do Boga o śmierć żony podmiotu i jej kochanka, Squirrel Song traktujący, jak nazwa wskazuje, o wiewiórkach).
Lider, Albini, to również ceniony producent (m.in. płyty Nirvany In Utero).
Jasne światło na jego osobę jako muzyka rzucił jego pierwszy zespół Big Black. Widać nić zgodności pomiędzy muzyką graną przez BB i Shellaca. Elementem wspólnym jest zimne, metaliczne, precyzyjnie dobrane brzmienie wydobywane z rzadkich gitar Travis Bean (metalowe gryfy podkreślają barwę surowych dźwięków). 
Jeśli chodzi o koncerty, Shellac są nieprzewidywalni. Koncertują gdzie chcą, jak chcą i kiedy chcą. W rzeczywistości, trasy koncertowe to preteksty do urlopów dla członków zespołu (Albini i Weston to inżynierowie dźwiękowi, a Trainer prowadzi bar). Podobnie jest z niektórymi nagraniami, które wydawane są w bardzo ograniczonych nakładach i w zasadzie dostępne tylko w formie cyfrowej. Przykładem może być płyta "The Futurist", z której zespół nie był zadowolony, postanowił więc wydać go tylko dla wąskiego grona przyjaciół wypisanych na okładce.
4 maja 2008 roku wystąpił po raz pierwszy w Polsce, we wrocławskim klubie WZ.

## Dyskografia

### Albumy
- Live in Tokyo - 1993 (Japonia)
- At Action Park - 1994
- The Futurist (a.k.a. Friends of Shellac) - 1997 (wyd. prywatne)
- Terraform - 1998
- 1000 Hurts - 2000
- Excellent Italian Greyhound - 2007

### Minialbumy
- The Rude Gesture - a Pictorial History - 1993
- Uranus - 1993
- The Bird is the Most Popular Finger - 1994
- Billiardspielerlied / Mantel - 1995
- '95 Jailbreak - 1995

### Splity
- The Rambler Song - 1997 (split z Mule)
- Agostino - 2000 (split z Caesar)